# 바라카몬
《바라카몬》(일본어: ばらかもん)은 요시노 사츠키가 그린 일본의 만화이다. 이 이야기는 규슈 서쪽 해안에 있는 먼 고토 열도의 한 섬으로 이사를 온 한다 세이슈라는 서예가와, 그 섬에 있는 사람들과 일어나는 다양한 사건을 다룬다. 본편은 모두 18권에 추가 1권을 포함해 19권 전부가 발간되었고, 주인공의 고등학교 시절을 다룬 《한다 군》은 모두 7권에 별권까지 포함해 8권 전부가 발간되었다. 2014년 7월 5일부터 9월 28일까지 애니메이션이 닛폰 TV 계열에서 방영했다. 연속극은 후지 TV 계열에서 2023년 7월 12일부터 9월 20일까지 전 11화로 방영했다. 2016년 2월에 《한다 군》의 TV 애니메이션화가 발표되어, 같은 해 7월 8일부터 9월 23일까지 방영되었다.

## 줄거리
서예가 한다 세이슈가 자신의 작품을 나쁘게 평가한 서예 전시관 관장을 때린 사건으로 한다의 아버지가 보낸 나가사키현 고토 열도의 한 섬에서 벌어지는 일을 그린다. 고토 열도의 후쿠에섬이 주 배경이며 제목임 '바라카몬'은 고토 열도 방언으로 '씩씩한 사람'이라는 의미이다.

## 등장인물
연재 100회 기념으로 나온 공식 팬북에 따르면, 이 만화에 나오는 등장인물은 적어도 100명에 이른다고 한다.

### 주요 인물
- 한다 세이슈(일본어: 半田 清舟)

성우: 오노 다이스케
이 작품의 주인공으로, 만 23세이다. 섬 주민들은 보통 '선생님'이라고 부른다. '세이슈(清舟)'는 아호(雅號)로, 본명은 한다 세이(일본어: 半田 清)다. 생일은 4월 15일이다.
서예계의 샛별로 이름을 떨치고 있었지만, 서예전시회에서 자신의 작품을 안 좋게 평가한 서예관장을 때린 사건으로 서예가인 아버지로부터 고토 열도로 보내진다. 아버지의 영향으로 어렸을 때부터 서예를 했었다. 자존심이 강해 조금 까다롭지만 사실 구멍이 많다. 처음에는 섬에서 서예만 할 생각이었으나 집에 줄기차게 들어오는 마을 아이들 때문에 계획은 어긋나게 되었다. 왜냐하면 한다가 빌린 집이 원래 아이들의 근거지였기 때문이다. 자신도 모르게 섬 주민들과 친해지고 어느새 섬에 적응하게 되자 이 섬생활에서 확실히 얻는 게 있다고 생각해 섬에 조금 더 머물게 된다.
도시로부터 이런저런 일을 받아 생활하고 있으며, 아이들에게 습자(글씨 쓰기 연습)를 도와주고 있다.
- 코토이시 나루(일본어: 琴石なる)

성우: 하라 스즈코
이 작품의 주인공으로 섬에서는 개구쟁이이자 말괄량이 소녀로 이름나 있다. 생일은 8월 27일이다. 현재 학생 9명인 섬 분교의 초등학교 1학년(만 7세)이며, 할아버지인 코토이시 코사쿠(일본어: 琴石 耕作)(성우는 이토 히로시)와 둘이서 산다. 한다를 '선생님'이라 부르며, 한다가 이사오기 전 한다의 집을 근거지로 삼고 있고, 한다가 이사 온 뒤에도 한다의 집에서 살다시피 한다. 한다의 도움을 받아 습자(글씨 쓰기 연습)를 하고, 가타가나를 배웠다.
지붕이나 방파제 등 높은 곳에 올라가거나, 벌레나 개구리 같은 동물을 좋아하고, 매미 허물을 수집할 정도로 사내아이 같은 면이 있지만, 히나와도 잘 노는 등 다양하게 노는 밝고 씩씩하고 건강한 섬의 개구쟁이인 면도 보인다.
- 야마무라 미와(일본어: 山村 美和)

성우: 후루키 노조미
사내아이 같은 중학교 2학년 여학생. 활발한 성격에 말을 잘한다. 생일은 5월 7일이다.
한다가 오기 전부터 한다가 살 집을 근거지로 삼고 있었다.
- 아라이 타마코(일본어: 新井 珠子)

성우: 오오쿠보 루미
중학교 2학년. 미와와 친구 사이이며, 한다의 집을 근거지로 삼고 있었다. 생일은 11월 12일이다.
만화가 지망생이며, 자신과 한다가 서로 통하는 것이 있다고 생각해 한다를 흠모하고 있다.
- 쿠보타 히나(일본어: 久保田 陽菜)

성우: 엔도 리나
나루와 친한 벗이다. 얌전하지만 엄청 잘 우는 아이이다. 보통 나루와 함께 논다.
- 키도 히로시(일본어: 木戸 浩志)

성우: 우치야마 코우키
향장 부부의 아들로, 평범한 고등학교 3학년 남학생이다. 생일은 10월 13일이다.

### 섬의 주민
- 키도 유지로(일본어: 木戸 裕次郎)

성우: 스기노 타누키
히로시의 아버지로, 향장으로서 섬에 처음 들어온 한다에게 이런저런 도움을 준다. 생일은 11월 30일이다.
- 키도 토모코(일본어: 木戸 朋子)

성우: 하야미 케
향장의 부인이자 히로시의 어머니로, 한다의 식사를 챙겨주고 있다. 한다의 식사를 챙겨주는 것이 삶의 즐거움이라고 한다.
- 코모토 이쿠(일본어: 河本 育江)

성우: 오노 료코
마을 출신의 젊은 핫어미 간호사.
- 사카모토 잇코(일본어: 坂本 一行)

성우: 타치키 후미히코
9명의 학생이 다니는 초등학교 분교의 교감이다. 겉으로 보면 평범한 아저씨같지만 알고보면 좋은 선생님이다.
- 오하마 켄타로(일본어: 大浜 謙太郎)

성우: 키무라 키요시나리
초등학교 1학년이다. 분교의 골목대장으로, 어부의 아들이다. 머리카락이 없다(흔히 '빡빡머리'라고 한다).
- 아라이 아키히코(일본어: 新井 明彦)

성우: 한 메구미
초등학교 6학년으로, 타마코의 남동생이다. 생일은 6월 29일이다. 연속극판에서는 나오지 않는다.

### 도쿄의 주민
- 카와후지 타카오(일본어: 川藤 鷹生)

성우: 스와베 준이치
세이슈와는 중학교 때부터 친한 사이이자 좋은 이해자다. 영어를 잘하고 프랑스어를 공부하고 있다. 생일은 9월 23일이다.
- 칸자키 코스케(일본어: 神崎 康介)

성우: 카지 유우키
열여덟 살의 서예가로, 곱살하게 생긴 소년이다. 벌레와 조개를 싫어하며, 4남매 중 막내(위로 3명은 다 여자)이다. 생일은 4월 24일이다.
- 한다 세이메이(일본어: 半田 清明)

성우: 메구로 코스케
세이슈의 아버지로, 이름난 서예가다. 생일은 5월 22일이다.
- 한다 에미(일본어: 半田 えみ)

성우: 타카모리 요시노
세이슈의 어머니로, 자식을 아주 사랑해서 세이슈를 지나치게 보호한다.

## TV 애니메이션

### 바라카몬

#### 제작진
- 원작 : 요시노 사츠키
- 감독 : 다치바나 마사키
- 시리즈 구성 : 피에르 스기우라
- 프로듀서 : 오가사와라 오소키, 후쿠시마 히로신
- 캐릭터 디자인 : 마지로(まじろ)
- 음향 감독 : 와카바야시 카즈히로, 모리카와 에이코
- 음악 : 가와이 겐지
- 미술 : 카토 히로시, 미야와키 히로미
- 서예: 하라 운가이
- 애니메이션 제작: 키네마 시트러스
- 제작: 바라카몬 제작위원회

#### 방송
| 화수 | 부제                                      | 콘티                         | 연출            | 작화감독                                                                                                   | 원작                                         |
| ---- | ----------------------------------------- | ---------------------------- | --------------- | --- | -------------------------------------------- |
| 1화  | 씩씩한 아이 ばらかこどん                  | 타치바나 마사키              | 타치바나 마사키 | 마지로(まじろ)                                                                                             | Act.1 - 3 (1권)                              |
| 2화  | 시끄럽다 やかましか                       | 아라카와 쇼우지              | 오노 카즈토시   | 사다카타 키쿠코                                                                                            | Act.4 - 6.5 (1권) Act.16 (2권)               |
| 3화  | 축하하려고 던지는 떡 ひとんもち           | 타치바나 마사키              | 나카무라 사토미 | 마츠오 아키코                                                                                              | Act.7, 보너스 연못1 (1권) Act.11 - 14 (2권)  |
| 4화  | 섬의 아저씨들 しまんおんつぁんどん        | 아라카와 쇼우지              | 이시카와 켄아사 | 와카츠키 아이코, 오쿠노 히로유키                                                                           | Act.10, 보너스 연못2 (2권 ) Act.27, 33 (4권) |
| 5화  | 바다에 헤엄치러 간다 うんにおえぎいっ     | 타치바나 마사키              | 카네코 신고     | 이토 히데키, 이토 신노, 마지로(まじろ)                                                                     | Act.9, 17 - 18 (2권), 보너스 연못3 (3권)     |
| 6화  | 도쿄에서 온 녀석들 よそんもん             | 오노 카즈토시                | 오노 카즈토시   | 사다카타 키쿠코, 이토 신노                                                                                 | Act.19 - 22 (3권)                            |
| 7화  | 고급 생선 ひさんいを                      | 카와마 신야                  | 카와마 신야     | 마츠오 아키코                                                                                              | Act.23 - 24 (3권)                            |
| 8화  | 염불 춤 オンデ                            | 카오리(かおり)               | 이시카와 켄아사 | 와카즈키 아이코, 사와다 미카, 마루야마 슈지, 키타무라 신야                                                 | Act.30, 36, 보너스 연못4(4권) Act.42(5권)    |
| 9화  | 크게 다칠 뻔 했다 おけがまくっちした      | 나카무라 사토미, 마노 시게루 | 이노 신야       | 히토시타 히로유키, 이토 신노, 마츠오 아키코, 리오(りお), 나카야마 류                                       | Act.38 - 39, 41(5권)                         |
| 10화 | 다 같이 가자 だっちいこで                 | 아라카와 쇼우지              | 이노 신야       | 시다카다 키쿠코, 이쥬인 이즈로                                                                             | Act.43 - 44, 보너스 연못 5(5권)              |
| 11화 | 도쿄에 있습니다 東京にいます              | 코지마 마사유키              | 이시카와 켄아사 | 쥬논 타케오, 마츠오 아키코                                                                                 | Act.46 - 48(6권)                             |
| 12화 | 돌아와 줘가 기쁘대이 かえってきてうりしか | 아라카와 쇼우지, 카와마 신야 | 타치바나 마사키 | 마지로(まじろ), 히토시타 히로유키, 사다카타 키쿠코, 마츠오 아키코, 이쥬인 이즈로, 키타무라 신야, 이토 신노 | Act.50 - 52(6권)                             |

#### 방송시간
| 방송지역      | 방송국                   | 방송기간          | 방송일시                          | 방송계열      | 비고                     |
| ------------- | ------------------------ | ----------------- | --------------------------------- | ------------- | ------------------------ |
| 일본 전역     | 닛폰 TV 온디멘드         | 2014년 7월 6일 -  | 일요일 0:30 업데이트（토요일심야) | 인터넷 서비스 | 다음주 금・토요일은 무료 |
| 간토 광역권   | 닛폰 TV                  | 2014년 7월 6일 -  | 일요일 2:20 - 2:50（토요일심야）  | 닛폰 TV 계열  | 제작위원회 참여          |
| 일본 전역     | 반다이 채널              | 2014년 7월 11일 - | 금요일 12:00 업데이트             | 인터넷 서비스 |                          |
| 일본 전역     | 도코모 애니메이션 스토어 | 2014년 7월 11일 - | 금요일 12:00 업데이트             | 인터넷 서비스 |                          |
| 나가사키현    | 나가사키국제TV           | 2014년 7월 12일 - | 토요일 10:00 - 10:30              | 닛폰 TV 계열  | 홍보 협력 작품의 무대    |
| 효고현        | 선 TV                    | 2014년 7월 16일 - | 수요일 0:00 - 0:30（화요일심야）  | 독립국        |                          |
| 히로시마현    | 히로시마 TV              | 2014년 7월 16일 - | 수요일 1:59 - 2:29（화요일심야）  | 닛폰 TV 계열  |                          |
| 홋카이도      | 삿포로 TV                | 2014년 7월 16일 - | 수요일 2:04 - 2:34（화요일심야）  | 닛폰 TV 계열  |                          |
| 나고야 광역권 | 주쿄 TV                  | 2014년 7월 18일 - | 목요일 2:54 - 3:24（목요일심야）  | 닛폰 TV 계열  |                          |
| 미야기현      | 미야기 TV                | 2014년 7월 19일 - | 토요일 2:25 - 2:55（금요일심야）  | 닛폰 TV 계열  |                          |
| 후쿠오카현    | 후쿠오카 방송            | 2014년 7월 22일 - | 화요일 1:59 - 2:29（월요일심야）  | 닛폰 TV 계열  |                          |
| 일본 전역     | BS 닛폰                  | 2014년 7월 23일 - | 수요일 2:30 - 3:00（화요일심야）  | 닛폰 TV 계열  |                          |

#### 주제가
오프닝 "라시사(らしさ)"
작사·작곡 - 야니기사와 료타 / 편곡·노래 - SUPER BEAVER
엔딩 "Innocence"
작사 - Ryosuke, Ryo / 작곡 - Ryo / 편곡 - NoisyCell, PABLO aka WTF!? / 노래 - NoisyCell

### 한다 군
2016년 2월에 TV 애니메이션화가 발표되었다. 같은 해 7월부터 9월까지 TBS, BS-TBS 외에서 방영되었다.

#### 방영 목록
| 화수   | 원어 부제                                                    | 번역 부제                                                     | 각본                         | 그림 콘티                                    | 연출                       | 작화감독 | 총작화감독                                                                                    | 원작                         |
| ------ | ------------------------------------------------------------ | ------------------------------------------------------------- | ---------------------------- | -------------------------------------------- | -------------------------- | --- | --------------------------------------------------------------------------------------------- | ---------------------------- |
| 제1화  | 半田くんと女の友情                                           | 한다 군과 여자의 우정                                         | 요코테 미치코 (横手美智子)   | 코야마 요시타카 (湖山禎崇)                   | 나가오카 치카 (永岡智佳)   | 후쿠시 마유미(福士真由美) 진나이 미호(陣内美帆) 핫토리 노리카즈(服部憲知) 쿠루메 히가시(久留米東)                                                           | 마츠모토 마유코 (松本麻友子) 이모토 유키 (井本由紀)                                           | A파트: 오리지널 B파트: 제1화 |
| 제2화  | 半田くんと1話の続き半田くんと委員長半田くんとモデル          | 한다 군과 1화 뒷이야기한다 군과 위원장한다 군과 모델          | 요코테 미치코 (横手美智子)   | 코야마 요시타카 시마자키 나나코 (島崎奈々子) | 시마자키 나나코            | 혼다 소이치(本田創一) 와다 카스미(和田佳純) Park Sang Wook Ha Yeun Jung                                                                                     | 마츠모토 마유코 Lee Duk Ho                                                                    | 제1화제3화제4화              |
| 제3화  | 半田くんと不登校半田くんと調理実習半田くんと親友             | 한다 군과 등교거부한다 군과 조리실습한다 군과 친구            | 쿠니사와 마리코 (國澤真理子) | 쿠지 고로(久慈悟郎)                          | 쿠지 고로(久慈悟郎)        | 키노시타 유미코(木下由美子) 쿠라타 신타로(坪田慎太郎) 후루세 노보루(古瀬登)                                                                                 | 마츠모토 마유코 이모토 유키                                                                   | 제5화제6화제2화              |
| 제4화  | 半田くんと半田くん？半田くんと女の嫉妬半田くんと社交性       | 한다 군과 한다 군?한다 군과 여자의 질투한다 군과 사교성       | 히라미 미하루 (平見瞠)       | 야마다 히로유키 (山田浩之)                   | 타카하시 쥰 (高橋順)       | 이카이 카즈유키(飯飼一幸) 후지와라 토시에(藤原利恵) 사이토 카즈야(斉藤和也) 쿠라타 신타로                                                                   | 마츠모토 마유코                                                                               | 제7화제8화제9화              |
| 제5화  | 半田くんと生徒会半田くんと記憶喪失                           | 한다 군과 학생회한다 군과 기억상실                            | 쿠니사와 마리코              | 시미즈 츠바사 (清水空翔)                     | 시미즈 츠바사 (清水空翔)   | 시미즈 츠바사 (清水空翔) | 시미즈 츠바사 (清水空翔)                                                                      | 제11화제12화                 |
| 제6화  | 半田くんと友達の友達半田くんとダッシュ東野半田くんと手相占い | 한다 군과 친구의 친구한다 군과 대쉬 히가시노한다 군과 손금 점 | 히라미 미하루                | 코야마 요시타카 타카모토 노부히로 (高本宣弘) | 시미즈 츠바사              | 키노시타 유미코 쿠라타 신타로 후루세 노보루 오자와 마도카(小澤円)                                                                                           | 마츠모토 마유코 이모토 유키 혼다 요시노 (本多美乃)                                            | 제13화제10화제14화           |
| 제7화  | 半田くんと追試半田くんと図書室                               | 한다 군과 추가 시험한다 군과 도서실                           | 쿠니사와 마리코              | 시마자키 나나코                              | 시마자키 나나코            | 스가 하야바(須賀早葉) 와다 카스미 | 마츠모토 마유코 이시카와 마사카즈 (石川雅一)                                                  | 제15화제18화                 |
| 제8화  | 半田くんと修学旅行                                           | 한다 군과 수학여행                                            | 요코테 미치코                | 나가오카 치카                                | 나가오카 치카              | 陣内美穂 후쿠시 마유미 오자와 마도카 Kim Eun Ha | 마츠모토 마유코 이시카와 마사카즈 혼다 요시노 카와시마 나오 (川島尚) 쿠루메 히가시 Lee Duk Ho | 제21화 - 제25화              |
| 제9화  | 半田くんとカエル半田くんとストーカー                         | 한다 군과 개구리한다 군과 스토커                              | 히라미 미하루                | 아키토시 (あきとし)                          | 쿠지 고로                  | 키노시타 유미코 쿠라타 신타로 오카자키 히데야스(岡崎秀康)                                                                                                   | 마츠모토 마유코 이모토 유키 이시카와 마사카즈 혼다 요시노                                     | 원작 미공개 에피소드제19화   |
| 제10화 | 半田くんと平凡半田くんと美少女                               | 한다 군과 평범한다 군과 미소녀                                | 쿠니사와 마리코              | 야마다 히로유키                              | 마타노 히로미치 (又野弘道) | 이카이 카즈유키 후지와라 토시에 키쿠치 카즈마(菊池一真) | 마츠모토 마유코 이시카와 마사카즈 이모토 유키                                                 | 제16화재17화                 |
| 제11화 | 半田くんと文化祭準備                                         | 한다 군과 문화제 준비                                         | 요코테 미치코                | 사이토 노리아키 (齋藤徳明)                   | 마츠키 케이이치            | 진나이 미호 오자와 마도카 코스게 카즈히사(小菅和久) | 마츠모토 마유코 Lee Duk Ho 쿠루메 히가시 카와시마 나오 혼다 요시노                            | 제26화 - 제29화              |
| 제12화 | 半田くんと文化祭                                             | 한다 군과 문화제                                              | 요코테 미치코                | 코야마 요시타카                              | 쿠지 고로                  | 진나이 미호 오자와 마도카 코스게 카즈히사 코레모토 아키라(是本晶) 후쿠시 마유미 시모지 아야카(下地彩加) 우에노 타쿠시(上野卓志) 토쿠나가 사야카(徳永さやか) | 마츠모토 마유코 이모토 유키 이시카와 마사카즈 혼다 요시노 쿠루메 히가시                       | 제30화 - 최종화              |

#### BD / DVD
| 권 | 발매일           | 수록화          | 규격품번  | 규격품번  |
| 권 | 발매일           | 수록화          | BD        | DVD       |
| -- | ---------------- | --------------- | --------- | --------- |
| 1  | 2016년 9월 28일  | 제1화 - 제2화   | TCBD-0567 | TCED-3159 |
| 2  | 2016년 10월 26일 | 제3화 - 제4화   | TCBD-0568 | TCED-3160 |
| 3  | 2016년 11월 30일 | 제5화 - 제6화   | TCBD-0569 | TCED-3161 |
| 4  | 2017년 1월 11일  | 제7화 - 제8화   | TCBD-0570 | TCED-3162 |
| 5  | 2017년 2월 3일   | 제9화 - 제10화  | TCBD-0571 | TCED-3163 |
| 6  | 2017년 2월 24일  | 제11화 - 제12화 | TCBD-0572 | TCED-3164 |

## 관련 논문
- 박철현, 〈번아웃 증후군 극복을 위한 자기 조력적 영화치료에서의 애니메이션 활용 -힐링물 애니메이션 〈바라카몬〉을 중심으로-〉, 《만화애니메이션연구》 70, 한국만화애니메이션학회, 2023년 3월